# Memorijalni centar žrtava deportacije 1944.
Memorijalni centar žrtava deportacije 1944. (che.: 1944 шарахь дIабохийначеран хIоллам) je centar u gradu Groznom, u Čečeniji, otvoren 1992. u spomen žrtvama genocida koji je nad Čečenima počinio režim Josifa Staljina. Riječ je o genocidu počinjenom za vrijeme i nakon progona čečenskog naroda u Centralnu Aziju u veljači 1944. godine.
Komemorativni centar bio je bombardiran dva puta: prvi put u razdoblju od 1994. do 1996. te potom od 1999. do 2000. Treći pokušaj uništavanja vodila je 2008. godine proruska vlada, što je dovelo do glasnih prosvjeda aktivista za ljudska prava. Ti su prosvjedi spasili memorijalni centar od potpunoga uništenja. Budući da predstavlja simbol nezavisnosti Čečenije, oko čitavog centra bila je podignuta ograda koja ga je skrivala od pogleda.
U veljači 2014., uoči 70-e obljetnice progona čečenskog naroda, memorijalni centar je uništen po naredbi koja je stigla s «višeg mjesta». Ono što je ostalo od svega su nadgrobni spomenici koji su postavljeni na trgu Ahmada Kadirova pored modernih granitnih ploča na kojima se odaje počast borcima palim u obrani proruske vlade.